# Deontostoma washingtonense
Deontostoma washingtonense är en rundmaskart som först beskrevs av Murphy 1965.  Deontostoma washingtonense ingår i släktet Deontostoma och familjen Leptosomatidae. Inga underarter finns listade i Catalogue of Life.